# کارلو رامپینی

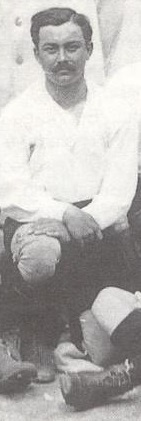
کارلو رامپینی

کارلو رامپینی (به ایتالیایی: Carlo Rampini) بازیکن فوتبال و اهل ایتالیا است که از سال ۱۹۱۱ میلادی عضو تیم ملی فوتبال ایتالیا بوده و در ۸ بازی ملی حضور داشته‌است. او در بازی‌های ملی‌اش ۳ گل به ثمر رساند.
کارلو رامپینی آخرین بازی ملی خود را در سال ۱۹۱۳ میلادی انجام داد.